# يا دينغ
يا دينغ (بالفرنسية: Ya Ding)‏ هو مترجم فرنسي، ولد في 1957.